# Asterix papuensis
Asterix papuensis är en skalbaggsart som först beskrevs av Sylvain Auguste de Marseul 1864.  Asterix papuensis ingår i släktet Asterix och familjen stumpbaggar. Inga underarter finns listade i Catalogue of Life.